# A la porta del jardí. L'esposa de l'artista
A la porta del jardí. L'esposa de l'artista és una pintura a l'oli realitzada per Laurits Andersen Ring el 1897. Es tracta d'un retrat de la seva esposa Sigrid Kähler (1874-1923), amb qui s'havia casat el 1896. La pintura és de 191 × 144 cm i és propietat de la Galeria Nacional de Dinamarca a Copenhaguen. Per l'abril de 2016, la pintura A la porta del jardí. L'esposa de l'artista va ser seleccionada com una de les deu obres artístiques més importants de Dinamarca pel projecte Europeana. Ring ha estat descrit com un pioner en la pintura danesa del simbolisme i les seves obres ha estat descrites com una expressió del realisme social. En els últims anys ha estat acceptat en la investigació històrica del seu art, que els dos aspectes del seu treball són igualment importants i es complementen entre si. També s'ha assenyalat que A la porta del jardí representa una visió alternativa de les dones en el romanticisme, idealitzada de la figura femenina.
Ring a la pintura suggereix la fragilitat humana mostrant la cintura embarassada de Sigrid amb el contrast de la vegetació i estructura de les branques de l'arbre gairebé mort que té una mica més al fons. S'ha interpretat com que l'artista volia fer un «record de la fragilitat que també inclou la vida emergent percebuda per l'home i la natura». La imatge de contrasts entre colors freds i càlids contribueixen a la sensació d'espai. En el primer pla a l'esquerra es troben els colors calents amb el taronja i el groc de la cortina i el vestit de la seva esposa, mentre que els colors més freds verds i blaus es mostren en el fons de la imatge.
El pintor tenia 42 anys quan va pintar el retrat, mentre que la seva dona comptava amb 22 anys. Els historiadors d'art en aquest context, van interpretar la pintura com una carta d'amor a la dona embarassada, que la posiciona en el viatge a la recerca de la primavera en flor que simbolitza l'amor.